# Washington (estado)
Washington é um dos 50 estados dos Estados Unidos, localizado na região dos chamados estados do Pacífico. O estado foi nomeado em homenagem ao líder das forças americanas da Revolução Americana de 1776 e primeiro Presidente dos Estados Unidos, George Washington. Os nomes de muitas cidades e condados dos Estados Unidos homenageiam diversos Presidentes americanos, mas o estado de Washington é o único estado americano a ser nomeado em homenagem a um Presidente americano. O estado não deve ser confundido com a capital dos Estados Unidos, Washington, Distrito de Columbia. Por isso, no país, Washington, o estado, é frequentemente chamado de Estado de Washington (Washington State), enquanto Washington, a capital nacional, é chamada de D.C. (abreviação de Distrito de Colúmbia).
Washington possui enormes florestas, cujas árvores não desfolham no outono ou no inverno. Tais florestas dão ao estado o cognome de Evergreen State. Em português, Evergreen significa folha persistente. Suas grandes florestas fazem de Washington um líder da indústria madeireira americana. Washington é cortado por vários rios e coberto por vários lagos, criando um terreno propício para a instalação de represas. A maior do país, a Represa Grand Coulee, localiza-se no estado, no rio Columbia. A economia de Washington, porém, está centralizada primariamente na manufatura (primariamente a indústria aeroespacial e informática), no setor financeiro e no turismo. A maior fabricante de aviões do mundo, a Boeing, está sediada em Washington, e várias de suas fábricas estão localizadas no estado.
Washington foi explorada inicialmente pelos espanhóis. Posteriormente, os britânicos instalar-se-iam na região onde o estado de Washington está atualmente localizado. A região fazia parte originalmente de uma região chamada de Oregon Country - um território disputado entre os americanos e os britânicos entre as décadas de década de 1810 e 1840. Em 1846, o Tratado de Oregon estabelece que todas as terras ao sul do paralelo 49 do Oregon Contry seriam controladas pelos Estados Unidos - com exceção da Ilha de Vancouver. Até 1859, Washington fez parte do Território de Oregon, criada a partir da parte americana do Oregon Contry, em 1848. Em 1859, o território de Washington foi criado, e nomeado em homenagem a George Washington. Em 11 de novembro de 1889, Washington tornou-se o 42.º estado americano.

## História

### Até 1889
Diversas tribos nativas americanas já estavam estabelecidas na região, milhares de anos antes da chegada dos primeiros europeus. A maioria destas tribos fazia parte de dois grupos indígenas distintos: os salishianos e os penutianos. Os primeiros viviam primariamente no norte e no litoral de Washington, enquanto os penutianos viviam primariamente no interior, ao longo do oeste e no sul do estado.
Os primeiros europeus a explorarem Washington foram os espanhóis, após a década de 1750. Os espanhóis exploraram intensivamente o litoral do atual estado, e reivindicaram Washington à coroa espanhola. Porém, não fundaram nenhum assentamento permanente. Tais explorações foram feitas sob o medo de uma expansão russa, que então controlava o Alasca, em direção ao sul. O britânico George Vancouver foi o primeiro europeu a mapear o litoral do atual estado de Washington, ao longo do ano de 1792. Porém, os britânicos, ao menos inicialmente, também não se interessaram em fundar quaisquer assentamentos permanentes na região, embora reivindicassem a região à coroa britânica.
O americano Robert Gray, juntamente com sua expedição, composta por caçadores e comerciantes, tornaram-se os primeiros americanos a explorar o interior de Washington, tendo partido de Boston, Massachusetts, a mando de uma companhia privada. Eles desembarcaram no litoral de Washington em 1792. Os Estados Unidos passaram então a reivindicar a região. Comerciantes e caçadores britânicos e americanos caçavam e comercializaram na região do atual estado de Washington. A Companhia da Baía de Hudson fundou o primeiro assentamento permanente na região, a atual cidade de Vancouver.

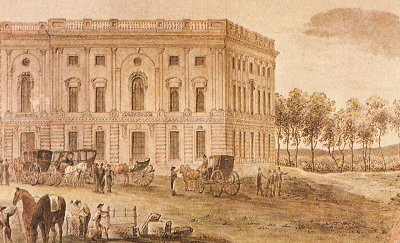
Vista do capitólio estadual de Washington em 1800

A expansão americana em direção ao oeste resultou em crescentes números de assentadores americanos instalando-se na região a partir da década de 1840. Os Estados Unidos passaram a reivindicar que todas as terras situadas ao sul do paralelo 54º 40' N e a oeste das Montanhas Rochosas. Já os britânicos exigiram que a fronteira seria o paralelo 49º N, sendo que esta fronteira prosseguiria em direção ao sul, acompanhando o curso do rio Columbia, a oeste das Montanhas Rochosas - neste caso, muito do oeste do atual estado de Washington ficaria sob controle britânico. Em 1846, o Estados Unidos e o Reino Unido chegaram a um acordo, que delimitava a fronteira entre os Estados Unidos e as colônias britânicas da região ao longo do paralelo 49º.
Em 1848, sob pressão dos colonos americanos instalados no noroeste do Estados Unidos, o governo americano criou o Território do Oregon, e implementou um governo na região. Este território incorporava todo os atuais estados de Oregon, Idaho e Washington. Seattle foi fundada durante a década de 1850 Em 1859, Oregon foi elevado à categoria de estado. O território de Oregon tornou-se o Território de Washington. Posteriormente, o governo do território de Washington começou a pressionar nativos indígenas da região a instalarem-se em reservas, e assim, liberar terras a colonos brancos. Os salishianos aceitaram, mas não os penutianos, que entraram em guerra com os colonos brancos da região em 1855. A guerra entre os colonos americanos e os indígenas perdurou até 1858, quando os penutianos foram derrotados e forçados a mudarem-se para reservas indígenas.
A partir do início da década de 1860, um número crescente de colonos instalaram-se no Território de Washington, graças à descoberta de grandes minas de ouro na região. O crescimento populacional do território levou à secessão de áreas a oeste de Washington, para a formação do Território de Idaho. Os limites territoriais de Washington, desde então, não mudaram mais. O forte crescimento populacional de Washington perdurou na década de 1870 e de 1880. Seattle tornou-se um grande centro portuário. Em 1883, a Nothern Pacific Railway foi inaugurada, conectando Washington com o leste do país. Em 11 de novembro de 1889, o território foi elevado para a categoria de estado. Washington tornara-se o 42º estado dos Estados Unidos.

### 1889 - Tempos atuais
A economia de Washington, em suas primeiras décadas como estado, dependia primariamente da agricultura e da mineração. Ao longo da década de 1890, os americanos usaram técnicas modernas de irrigação passaram a permitir a prática da agricultura na desértica região oriental de Washington. Ali, o gado foi substituído por colheitas de trigo. Outras fontes de renda importante eram a indústria madeireira, a pesca e o processamento de alimentos.
No início do século XX, a reputação de Washington no país era de uma terra perigosa e selvagem, tanto como o resto do oeste americano, só que com madeireiros substituindo os cowboys e as florestas do estado substituído os desertos. Uma cidade em particular, Aberdeen tinha a reputação de ser a cidade mais dura do oeste do Mississipi, devido ao jogo, violência, uso generalizado de drogas e prostituição.
Seattle prosperou com a migração populacional americana rumo ao Havaí e ao Alasca, sendo que foi um centro primário de abastecimento do Havaí por várias décadas, e é até hoje o centro principal de abastecimento do Alasca. A economia de Washington passou a prosperar enormemente com o início da Primeira Guerra Mundial. A produção de madeira e alimentos aumentou enormemente. Seattle também tornou-se uma cidade industrializada, sendo uma das maiores fabricantes de navios e aviões em geral ao longo da guerra. A Boeing foi criada em 1917 em Seattle. A guerra gerou maior união entre os trabalhadores do estado, e vários sindicatos foram criados em Washington. Após o fim da guerra, em fevereiro de 1919, os sindicatos da cidade organizaram uma greve geral em Seattle. Mais de 60 mil trabalhadores entraram em greve.
A Grande Depressão, que iniciou-se em 1929, arruinou a economia do estado. Para tentar minimizar os problemas causados pela Depressão, tais como miséria, desemprego e pobreza, o estado iniciou a construção de diversas construções, entre elas, diversas represas, culminando com a inauguração da Represa Grand Coulee, em 1941, até hoje a maior em operação nos Estados Unidos.
A economia de Washington recuperou-se com o início da Segunda Guerra Mundial. A região metropolitana de Seattle, graças à sua proximidade com a frente de batalha do Pacífico, tornou-se uma das maiores fabricantes de navios militares, e a maior fabricante de aviões militares, do país. Em 1943, o governo americano inaugurou uma usina nuclear no estado, o Hanford Engineering Works, como parte do Projeto Manhattan, para gerar plutônio necessário para a manufatura de armamentos nucleares. Esta usina gerou grande parte do combustível nuclear usado nas bombas atômicas usadas em Hiroshima e em Nagasaki. O estado rapidamente industrializou-se, durante e após o fim da Segunda Guerra Mundial, e a agricultura, a mineração e a indústria madeireira perderam muita importância na economia do estado.
Durante a década de 1960, o governo de Washington aprovou uma série de programa destinados a despoluição de rios e lagos poluídos por dejetos industriais e por esgoto. A ascensão da Boeing como a maior fabricante de aviões do mundo levou a um grande crescimento populacional da região metropolitana de Seattle. Em 1962, Seattle sediou a Feira Mundial de 1962. A maior atração da feira foi a construção e inauguração do Space Needle, uma torre de 184 metros de altura, inaugurada um ano antes, em 1961. Posteriormente, em 1964, os governos do Canadá e dos Estados Unidos iniciaram um programa conjunto para a construção de diversas represas ao longo do rio Columbia e afluentes.
Em 18 de maio de 1980, o vulcão monte Santa Helena entrou em erupção. Anteriormente adormecida por centenas de séculos, o vulcão literalmente explodiu, causando destruição total em um raio de cerca de 25 quilômetros. 57 pessoas morreram, e mais de quatro quatro bilhões * de dólares em prejuízos foram causados. A economia de Washington entrou em uma recessão que perdurou por cerca de dois anos. A erupção lançou cinzas vulcânicas em um raio de mais de 1,5 mil quilômetros da explosão, primariamente nos primeiros 200 quilômetros, cobrindo várias cidades do estado com uma grossa camada de cinzas, de vários centímetros de espessura.
A central nuclear Hanford Engineering Works, lançava várias toneladas de água (usado como refrigerador) levemente radioativa por dia no rio Columbia. Além disso, falhas ao longo da estrutura fizeram com que o solo em torno do reator ficasse contaminado. Os reatores foram fechados gradualmente entre 1964 e 1971, e em 1989, o governo americano e do estado iniciaram um grande programa de limpeza, cujo término está previsto para cerca de 2030.
Em 1996, Gary Locke foi eleito governador do estado. Locke foi o primeiro americano de ascendência chinesa a ser eleito governador de um estado americano.

## Geografia

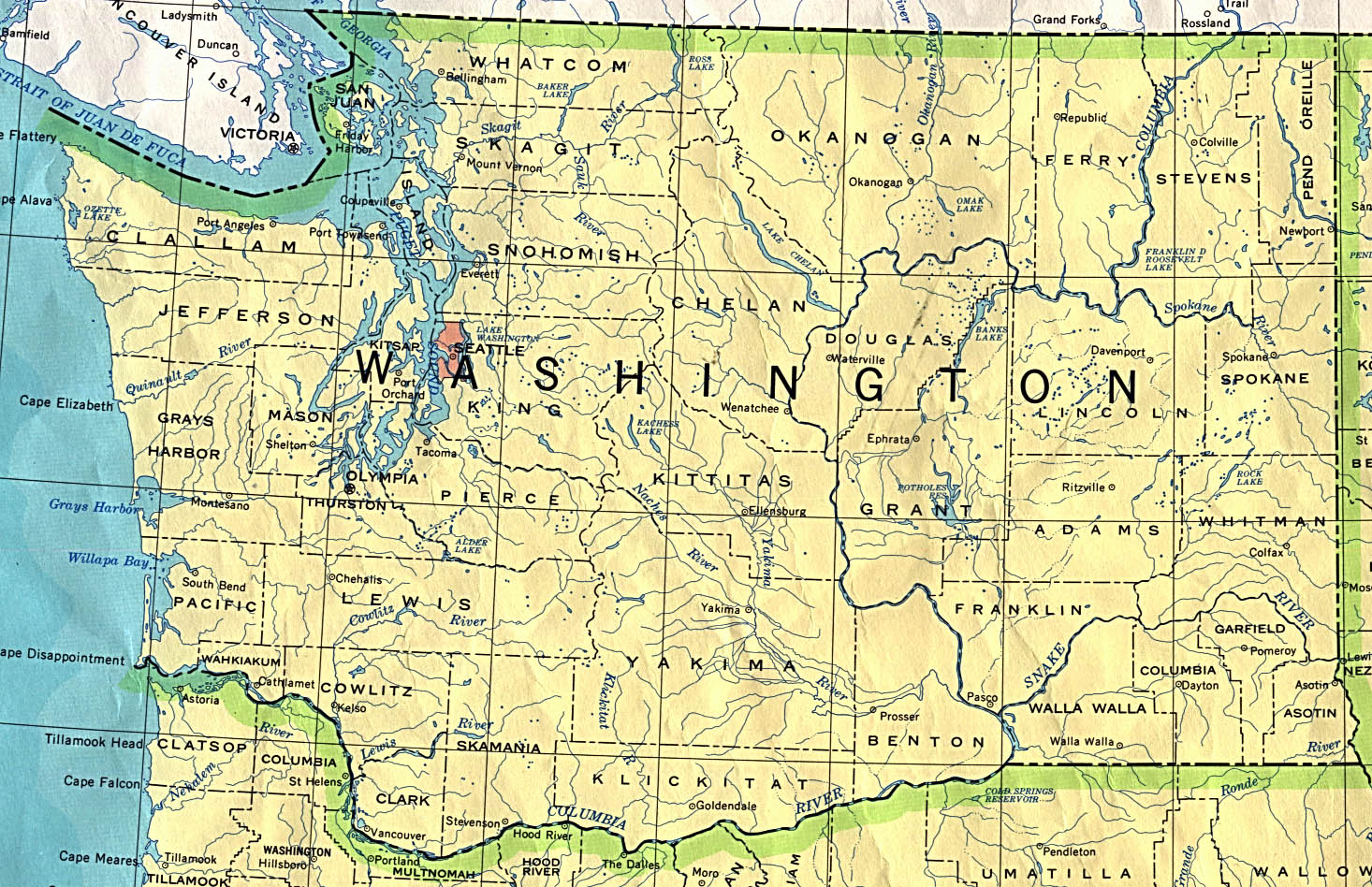
Mapa de Washington e de seus 39 condados

Washington localiza-se no noroeste dos 48 estados contíguos dos Estados Unidos. Limita-se com o oceano Pacífico a oeste, com a província canadense de Colúmbia Britânica ao norte, e com os estados americanos de Idaho a leste e Oregon ao sul. O rio Columbia forma a maior parte da fronteira entre Washington e Oregon. Washington é um estado de contrastes. Muito do estado é coberto por florestas. A região das florestas da península de Olimpia estão entre as mais chuvosas do mundo.  Por outro lado, muito do oriente do estado é árido, onde árvores são muito raras de se encontrar. A variação de altitude do estado é enorme, variando entre zero metros ao longo do litoral a mais de quatro mil metros. Com quase 185 mil quilômetros quadrados, é o 18º maior estado americano em área do país.
O litoral do estado ao longo do Oceano Pacífico possui cerca de 255 quilômetros de comprimento. Contando-se todas as regiões banhadas pelo mar - baías, estuários e ilhas oceânicas - o total sobe para 4 870 quilômetros. O principal rio do estado é o rio Columbia, cuja nascente está localizada na Colúmbia Britânica. O rio corta Washington, vindo do norte em direção ao sul, virando-se em direção ao oeste na fronteira do estado com o Oregon. O rio Columbia corta Washington por cerca de 1,1 mil quilômetros. Represas instaladas ao longo do rio produzem metade de toda a eletricidade gerada através de usinas hidrelétricas no país, a represa Grand Coulee é atualmente a terceira maior represa do mundo, e a maior do país.

Vista do monte Rainier, o ponto mais alto do estado, com seus 4392 metros de altitude

Vários outros rios cortam o estado, nascendo nas montanhas Rochosas e correndo em direção ao oceano Pacífico ou ao rio Columbia. Florestas cobrem cerca de metade do estado, a maior parte das florestas do estado localizam-se no oeste de Washington.
Washington pode ser dividida em seis distintas regiões geográficas:
- As Montanhas Rochosas ocupam o noroeste do estado de Washington. Caracteriza-se pela sua alta altitude e pelo seu terreno altamente acidentado. Possui várias minas de ouro, zinco, granito e magnésio;
- O planalto do Columbia ocupa muito da região central de Washington, bem como toda a região centro-leste e sudeste do estado. Caracteriza-se por ter altitudes que variam entre 150 e 600 metros, cercado por outras regiões de maior altitude; e pelo seu terreno relativamente pouco acidentado. Localiza-se logo ao sul das Montanhas Rochosas;
- As montanhas Cascade estendem-se desde a Colúmbia Britânica até o norte da Califórnia e de Nevada. Estende-se imediatamente a oeste das montanhas Rochosas e do planalto de Columbia. Caracteriza-se por ser uma região que possui vários vulcões ativos, entre elas, o monte Santa Helena, que matou 57 pessoas e causou bilhões de dólares em prejuízos após uma gigantesca erupção em 18 de maio. Possui um terreno altamente acidentado, e vários picos com mais de três mil metros de altitude. O ponto mais alto do estado, o monte Rainier, tem 4 392 metros de altitude;
- As planícies do Puget Sound estendem-se a leste das montanhas Cascade. Localiza-se pelo seu terreno pouco acidentado, pelo seu solo muito fértil e pela presença de grandes florestas - cerca de 70% das florestas do estado localizam-se nesta região. É a região mais habitada do estado;
- As montanhas Olímpicas localizam-se no noroeste do estado, e a leste e ao norte das planícies do Puget Sound. Caracteriza-se pelo seu terreno altamente acidentado, e pela presença de montes com mil metros de altitude ou mais. É uma região escassamente povoada;
- As montanhas Costeiras estendem-se desde o litoral sul do estado até região central do litoral de Oregon. A maior parte desta região é coberta por florestas. Caracteriza-se pelo seu terreno acidentado, e pela sua cadeia montanhosa de baixa altitude.

### Clima

Tipos climáticos do Estado de Washington

Graças à proximidade de grandes massas de água e às correntes marítimas quentes do Oceano Pacífico, o ocidente do estado de Washington dispõe do clima mais ameno de qualquer estado do norte dos 48 estados contíguos dos Estados Unidos. O clima do estado é temperado, com quatro distintas estações. Os verões do estado são frescos e menos quentes do que outro estado do norte do país, enquanto que os invernos de Washington são relativamente amenos, mais quentes do que qualquer outro estado do norte do país. Muito do oeste de Washington possui taxas muito altas de precipitação média anual. Já o oriente do estado possui verões muito quentes e invernos frios, com baixas taxas de precipitação anual.
No inverno, a temperatura média é de 5 ºC no oeste e de -3 °C no leste do estado. As médias mais baixas são registradas nas regiões de maior altitude de Washington, de -8 °C nas regiões com 1,6 mil metros ou mais. Temperaturas mínimas variam entre -30 °C a 12 °C, temperaturas máximas variam entre -22 °C e 18 °C. A temperatura mais baixa já registrada no estado foi registrada no nordeste do estado, em 30 de dezembro de 1968, onde foi registrada uma mínima de -44 °C.
No verão, a temperatura média é de 16 °C no oeste e de 23 °C no leste do estado. As médias mais baixas são registradas ao longo do litoral de Washington. Temperaturas mínimas variam entre 5 °C a 18 °C, temperaturas máximas variam entre 14 °C e 35 °C. A temperatura mais alta já registrada no estado foi registrada no sudeste do estado, em 5 de agosto de 1961, onde foi registrada uma máxima de 48 °C.
As taxas de precipitação média anual de chuva de Washington entre 100 cm a 350 centímetros anuais no oeste do estado a apenas 10 cm a 35 centímetros na região centro-leste do estado. As taxas de precipitação média anual de neve varia entre 15 centímetros no litoral, 130 cm a 200 centímetros nas regiões montanhosas e 30 centímetros na região centro-leste.

## Política
a atual constituição de Washington entrou em efeito em 1889, criada anteriormente à elevação de Washington à categoria de estado. Emendas à Constituição são propostas pelo Poder Legislativo de Washington, e para ser aprovada, precisa receber ao menos dois terços dos votos do Senado e da Câmara dos Representantes do estado, e então ao menos dois terços dos votos da população eleitoral de Washington, em um referendo. Emendas também podem ser realizadas através de convenções constitucionais, encontros políticos especiais, que precisam ser aprovadas por ao menos 51% por cada Câmara do Poder Legislativo e então por ao menos 60% da população eleitoral do estado, em um referendo.

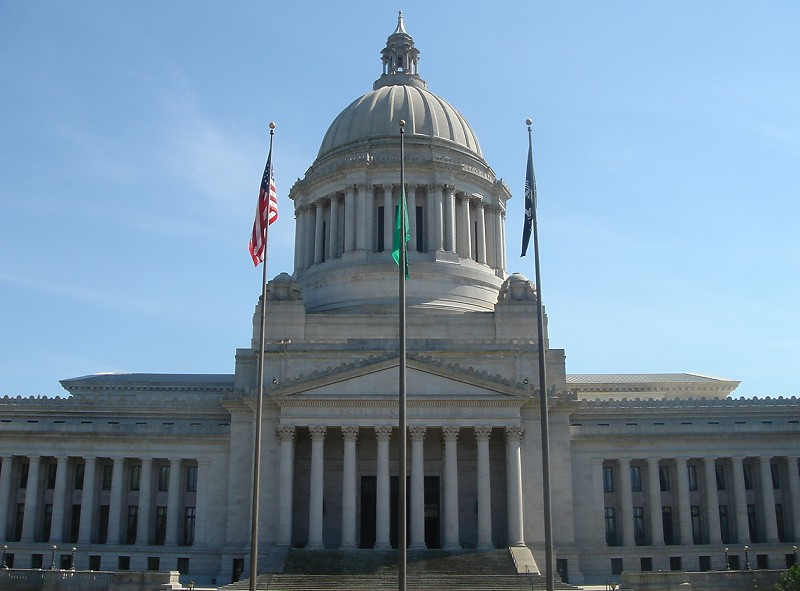
Vista do Capitólio do estado de Washington, em Olympia

O oficial superior do Poder Executivo de Washington é o governador. A população escolhe através de eleições estaduais o governador, para termos de no máximo quatro anos de duração. Eles podem ser candidatar-se quantas vezes quiserem. O governador do estado possui o poder de escolher mais de 350 oficiais diferentes.
O Poder Legislativo de Washington é constituído pelo Senado e pela Câmara dos Representantes. O Senado é composto de 49 senadores, enquanto que a Câmara dos Representantes é composta por 98 membros. Os termos dos senadores são de quatro anos e os termos dos representantes são de dois anos. Tanto os senadores quanto os representantes podem candidatar-se à reeleição quantas vezes desejar.
A maior corte judiciária do poder judiciário de Washington é a Suprema Corte de Washington. Os nove juízes desta corte são eleitos pela população do estado para mandatos de até seis anos de duração. Eleições para postos na Suprema Corte são realizadas a cada 3 anos, com três juízes eleitos por eleição. Em seguida, a maior corte do estado é a Court of Appeals of Washington. Esta consiste-se por 22 juízes, eleitos pela população do estado para mandatos de até seis anos de duração. Nenhum juiz pode candidatar-se à reeleição em uma dada corte judiciária.
Washington está dividido em 39 condados diferentes. A maioria destes 39 condados são governados por um conselho formado por 3 membros. Washington possui cerca de 300 cidades. Qualquer cidade com mais de 20 mil habitantes está livre para escolher sua forma de governo municipal.
Cerca de 60% da receita do orçamento do governo de Washington é gerada por impostos estaduais. O resto vem de verbas fornecidas pelo governo federal e de empréstimos. Em 2002, o governo do estado gastou 30,378 bilhões * de dólares, tendo gerado 23,813 bilhões de dólares. A dívida governamental de Washington é de 13,552 bilhões de dólares. A dívida per capita é de 2 234 dólares, o valor dos impostos estaduais per capita é de 2 082 dólares, e o valor dos gastos governamentais per capita é de 5 007 dólares.
Tanto o Partido Democrata quanto o Partido Republicano tiveram ao longo do século XX forte presença em Washington. A maioria da população das principais e mais populosas cidades do estado apoiam candidatos democratas, enquanto que o eleitorado de áreas rurais e de cidades de menor porte tendem a apoiar candidatos republicanos.

## Demografia
O censo americano de 2000 estimou a população de Washington em 5 894 121 habitantes, um crescimento de 21% sobre a população de 1990, de 4 866 692 habitantes. Uma estimativa realizada em 2005 estima a população do estado em 6 287 759 habitantes, um crescimento de 29,1% em relação à população do estado em 1990, de 6,7%, em relação à população do estado em 2000, e de 1,3% em relação à população estimada em 2004.
O crescimento populacional natural de Washington entre 2000 e 2005 foi de 180 160 habitantes - 418 055 nascimentos menos 237 895 óbitos - o crescimento populacional causado pela imigração foi de 134 242 habitantes, enquanto que a migração interestadual resultou no ganho de 80 974 habitantes. Entre 2000 e 2005, a população de Washington cresceu em 393 619 habitantes, e entre 2004 e 2005, em 80 713 habitantes.
Cerca de 631 500 habitantes de Washington nasceram fora dos Estados Unidos (10,3% da população do estado) dos quais estima-se que cem mil (1,6% da população do estado) sejam imigrantes ilegais.
Cerca de 83% da população de Washington vive em regiões metropolitanas. A maior destas regiões é a região metropolitana de Seattle. Seattle é a maior cidade do estado, com 608 mil habitantes. Sua região metropolitana possui cerca de 3,5 milhões de habitantes, ou cerca de dois quintos da população do estado. No total, mais de 82% da população do estado vivem em cidades. A maior parte da população do estado vive no noroeste do estado.
6,7% da população de Washington possui menos de 5 anos de idade, 25,7% possuem menos de 18 anos de idade, e 11,2% da população do estado possui 65 anos de idade ou mais. Pessoas do sexo feminino compõem 50,2% da população do estado.
Etnias de Washington em 2010.

### Raças e etnias
Composição racial da população de Washington em 2010:
- 77,3% brancos
- 7,2% asiáticos
- 3,6% negros
- 1,5% nativos americanos
- 0,6% povos do pacífico
- 9,8% outras raças/etnias

Os cinco maiores grupos étnicos de Washington são alemães (que compõem 18,7% da população do estado), ingleses (12%), irlandeses (11,4%), noruegueses (6,2%) e mexicanos (5,6%). Os mexicanos estão concentrados primariamente na região sudeste e centro-sul, onde trabalham nos campos como mão-de-obra barata. Muitos destes trabalhadores rurais são ilegais, porém. A população de ascendência asiática de Washington é a quinta maior do país. O maior grupo étnico asiático do estado são os filipinos.

### Religião

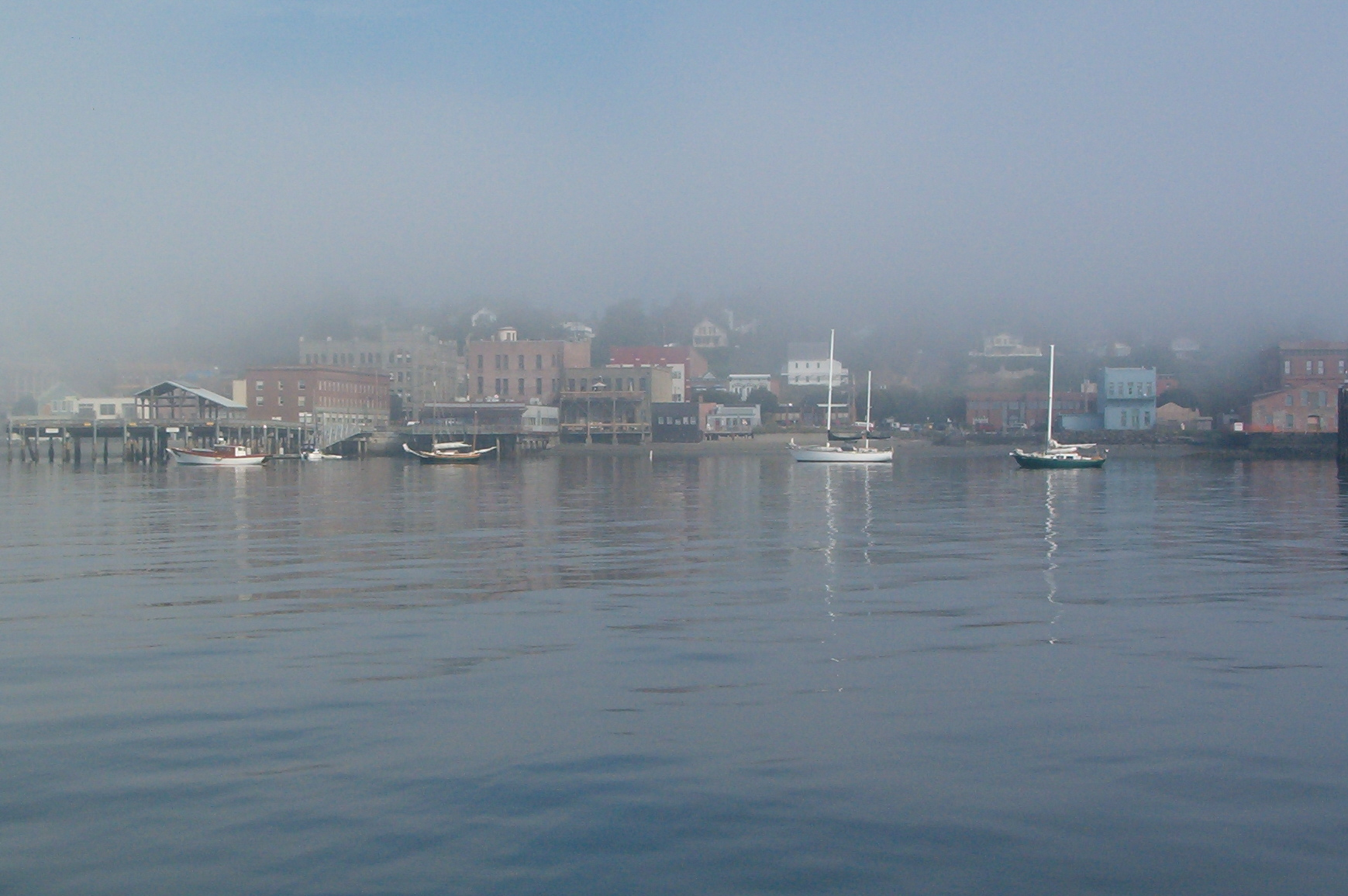
Port Townsend

Percentagem da população de Washington por afiliação religiosa:
- Cristianismo – 71%
  - Protestantes – 45%
    - Igreja Batista – 7%
    - Igreja Luterana – 7%
    - Igreja Metodista – 4%
    - Igreja Presbiteriana – 3%
    - Outras afiliações protestantes – 24%

  - Igreja Católica Romana – 22%
  - Mórmons – 5%
  - Outras afiliações cristãs – 1%
- Outras religiões – 2%
- Não-religiosos – 27%

Como a maioria dos estados do oeste americano, a percentagem da população não-religiosa de Washington é relativamente alta, muito mais alta do que no resto do país. A percentagem de não-religiosos do estado de Washington é a maior de qualquer estado americano, e as taxas de afiliações religiosas à igrejas ou outras instituições religiosas está entre as mais baixas do país.

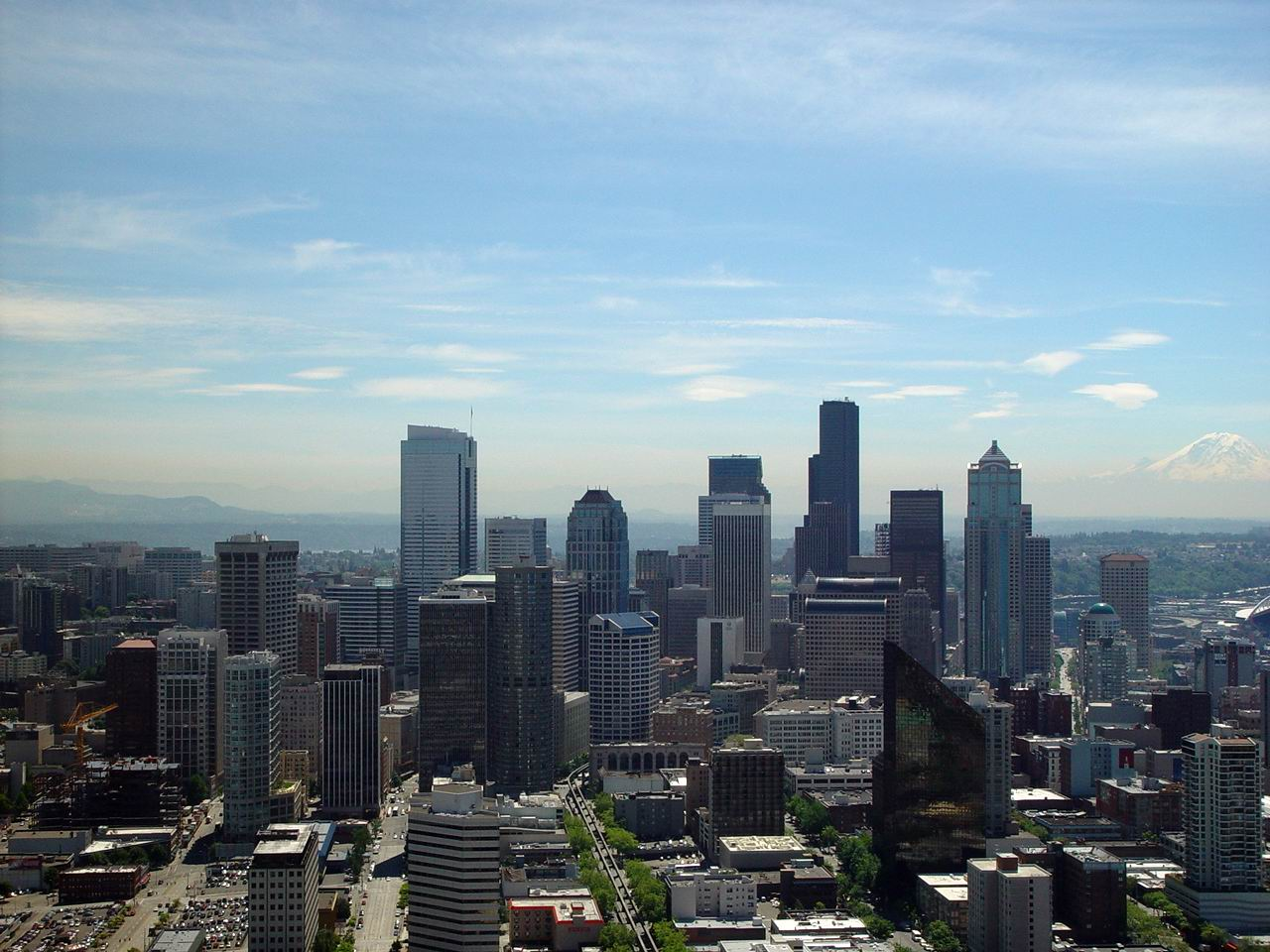
Seattle, a maior cidade do estado

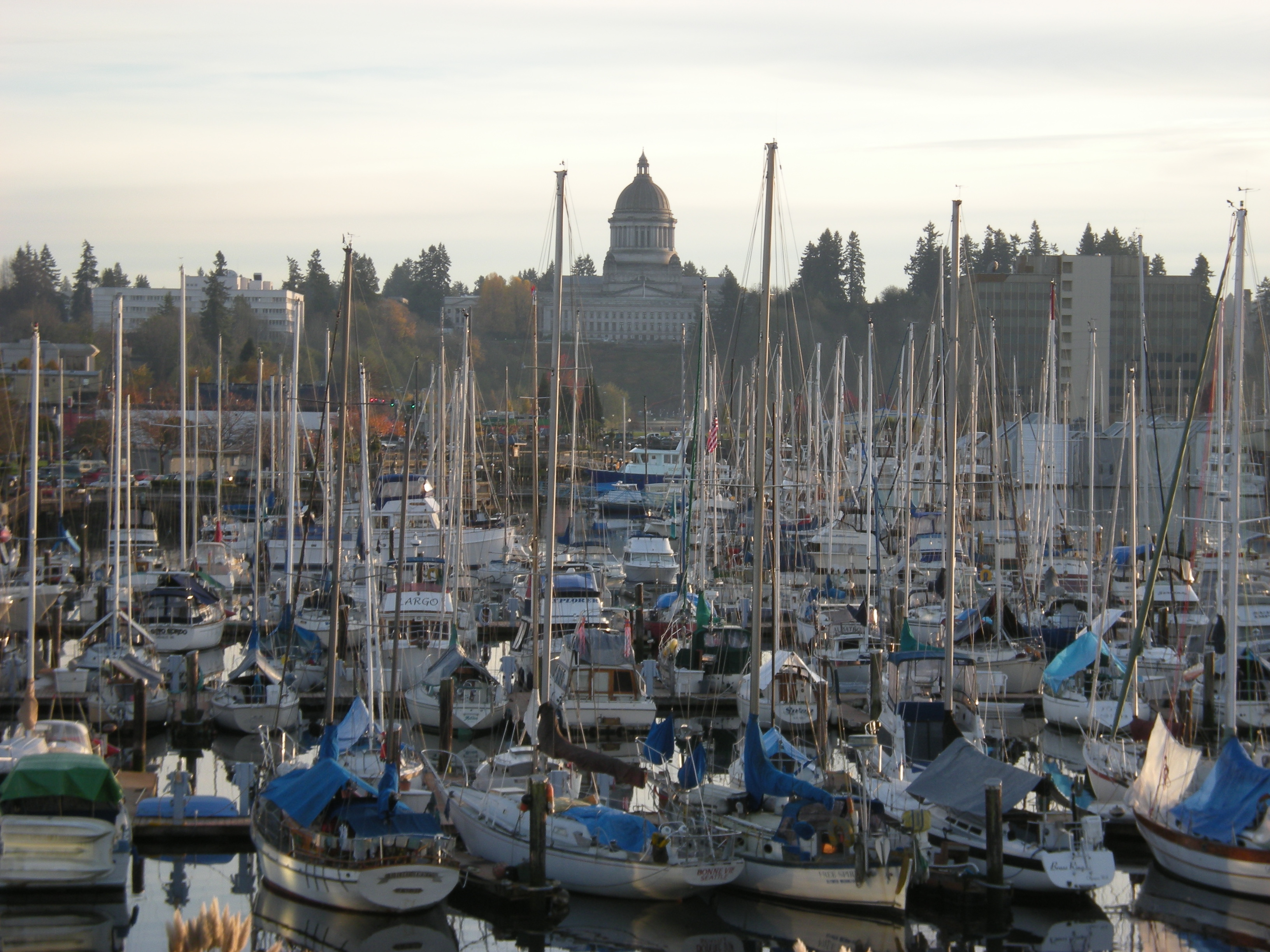
Olympia, capital e vigésima segunda maior cidade do estado

### Principais cidades
- Seattle
- Olympia
- Spokane
- Tacoma
- Bellevue
- Redmond
- Aberdeen
- Vancouver
- Everett
- Tri-Cities
- Walla Walla
- Wenatchee
- Yakima
- Bremerton
- Port Townsend
- Bellingham

## Economia

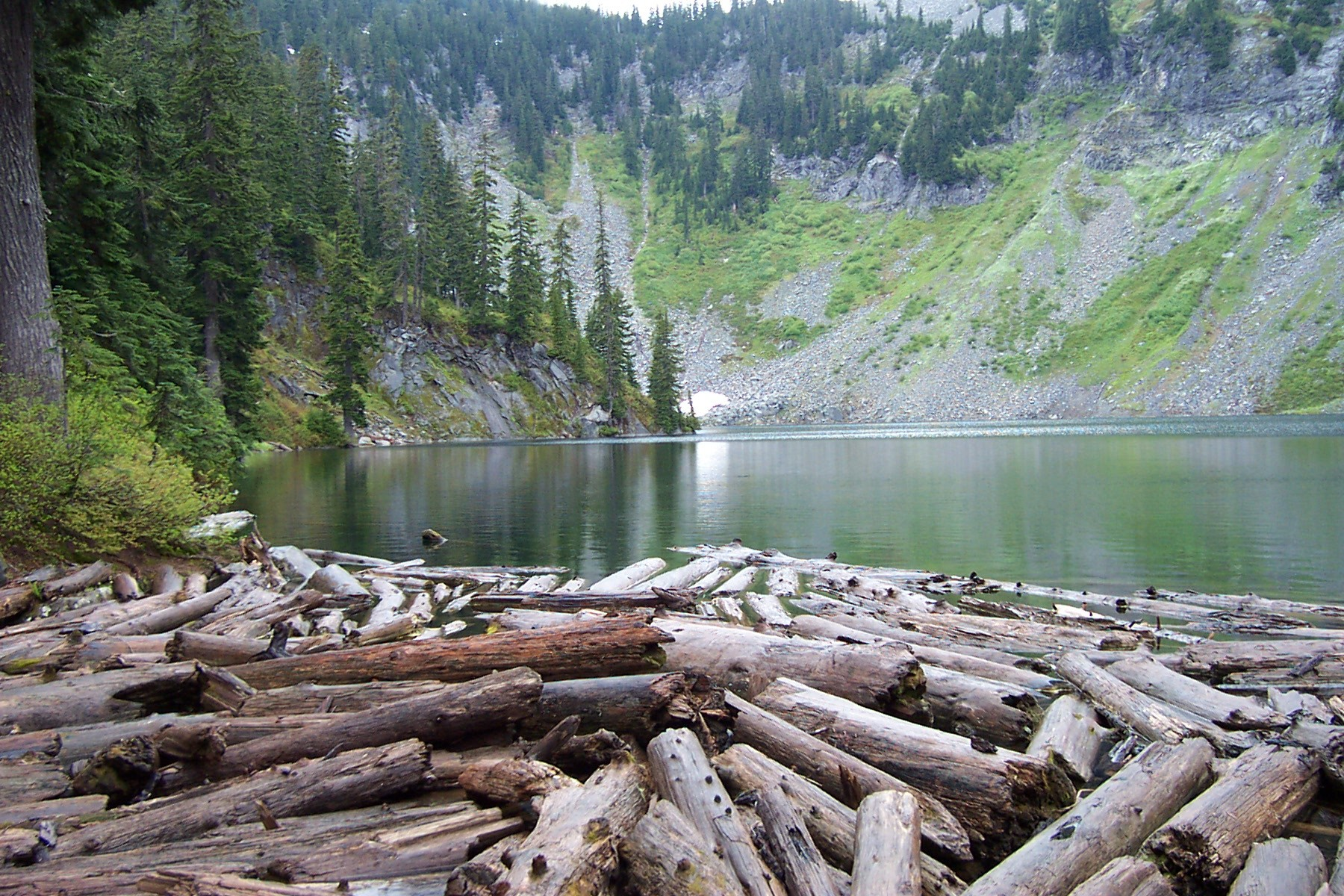
Troncos de árvores flutuando no riacho Gold. Washington é um dos líderes nacionais da indústria madeireira americana

A economia de Washington está concentrada primariamente e em grande parte no setor terciário. O produto interno bruto (PIB) do estado foi de 244 bilhões de dólares, em 2003. A renda per capita do estado foi de 33 332 dólares. A taxa de desemprego de Washington é de 6,2%. O centro econômico, financeiro e industrial do estado é Seattle.
O setor primário responde por 2% do PIB de Washington. A agricultura e a pecuária respondem por 1,6% do PIB do estado, e empregam cerca de 140 mil pessoas. Washington possui cerca de 39 mil fazendas, dos quais 13 mil dependem de técnicas de irrigação modernas para o cultivo de plantações. Os principais produtos cultivados ou criados no estado são trigo, maçã (o estado é o maior produtor nacional), leite, cereja e carne de vaca. No total, o valor dos produtos agropecuários produzidos pelo estado é de 5,4 bilhões de dólares. A indústria madeireira corresponde por 0,35% do PIB do estado e emprega aproximadamente cinco mil pessoas. A pesca responde por 0,05% do PIB de Washington, e emprega aproximadamente duas mil pessoas. O valor anual total da pesca coletada no estado é de 100 milhões de dólares.
O setor secundário responde por 17% do PIB de Washington. A indústria de manufatura responde por 12% do PIB do estado e emprega aproximadamente 375 mil pessoas. O valor total dos produtos manufaturados no estado por ano é de 35 bilhões de dólares. Os principais produtos industrializados fabricados em Washington são aviões, navios, desenvolvimento de softwares, produtos eletrônicos, alimentos industrializados e papel e produtos de madeira. A Boeing, a maior construtora de aviões do mundo, está sediada no estado, em Seattle, bem como suas principais fábricas. A Microsoft, a Amazon e a Nintendo da América também estão sediadas em Washington. A indústria de construção responde por 4,6% do PIB do estado e emprega cerca de 212 mil pessoas. A mineração responde por 0,4% do PIB do estado e emprega aproximadamente cinco mil pessoas. Os principais produtos minerados no estado são carvão, ouro e areia.
O setor terciário responde por 81% do PIB de Washington. Serviços comunitários e pessoais correspondem por 24% do PIB do estado, e empregam mais de 1,1 milhão de pessoas. Washington é um grande pólo financeiro, sendo que Seattle é o principal pólo financeiro do estado e um dos principais da costa oeste americana. Serviços financeiros e imobiliários respondem por 18% do PIB do estado e emprega cerca de 270 mil pessoas. O comércio por atacado e varejo respondem por 17% do PIB do estado e empregam mais de 770 mil pessoas. Serviços governamentais respondem por 13% do PIB do estado e empregam mais de 553 mil pessoas. Transportes, telecomunicações e utilidades públicas respondem por 9% do PIB do estado e empregam cerca de 172 mil pessoas. Cerca de 78% da eletricidade gerada no estado é produzida em usinas hidrelétricas. Nenhum estado americano produz mais eletricidade em hidrelétricas do que Washington. 13% da eletricidade gerada no estado é produzida por usinas termoelétricas a carvão, e 9,5% por usinas nucleares. Os 0,5% restante são gerados por usinas eólicas e usinas solares.

## Educação
A primeira escola de Washington foi fundada em 1832, em Vancouver, construída para a educação dos filhos de empregados da Companhia da Baía de Hudson. O estado instituiu um sistema público de ensino em todo o estado em 1895.
Atualmente, todas as instituições educacionais em Washington precisam seguir regras e padrões ditadas pelo Conselho Estadual de Educação de Washington. Este conselho controla diretamente o sistema de escolas públicas do estado, que está dividido em diferentes distritos escolares. Cada cidade primária (city), diversas cidades secundárias (towns) e cada condado, é servida por um distrito escolar. Nas cidades, a responsabilidade de administrar as escolas é do distrito escolar municipal, enquanto que em regiões menos densamente habitadas, esta responsabilidade é dos distritos escolares operando em todo o condado em geral. Washington permite a operação de escolas charter - escolas públicas independentes, que não são administradas por distritos escolares, mas que dependem de verbas públicas para operarem. Atendimento escolar é compulsório para todas as crianças e adolescentes com mais de oito anos de idade, até a conclusão do segundo grau ou até os dezoito anos de idade.
Em 1999, as escolas públicas do estado atenderam cerca de 1,004 milhões de estudantes, empregando aproximadamente 50,4 mil professores. Escolas privadas atenderam cerca de 76,9 mil estudantes, empregando aproximadamente 5,7 mil professores. O sistema de escolas públicas do estado consumiu cerca de 6,098 bilhões de dólares, e o gasto das escolas públicas foi de aproximadamente 6,6 mil dólares por estudante. Cerca de 89% dos habitantes do estado com mais de 25 anos de idade possuem um diploma de segundo grau.
A primeira biblioteca pública de Washington foi construída em 1853, na atual capital do estado, Olympia. O estado possui atualmente 65 sistemas de bibliotecas públicas, que movimentam anualmente uma média de 9,6 livros por habitante. A primeira instituição de educação superior de Washington, a Universidade de Washington, foi inaugurada em 1861. Atualmente, Washington possui 78 instituições de educação superior, dos quais 45 são públicas e 33 são privadas. Seattle destaca-se como o maior pólo educacional do estado. Washington não possui um sistema público de instituições de educação superior, todas as 45 instituições públicas de educação superior de Washington são administradas cada uma de forma independente em relação às outras, pelo estado.

## Transportes e telecomunicações

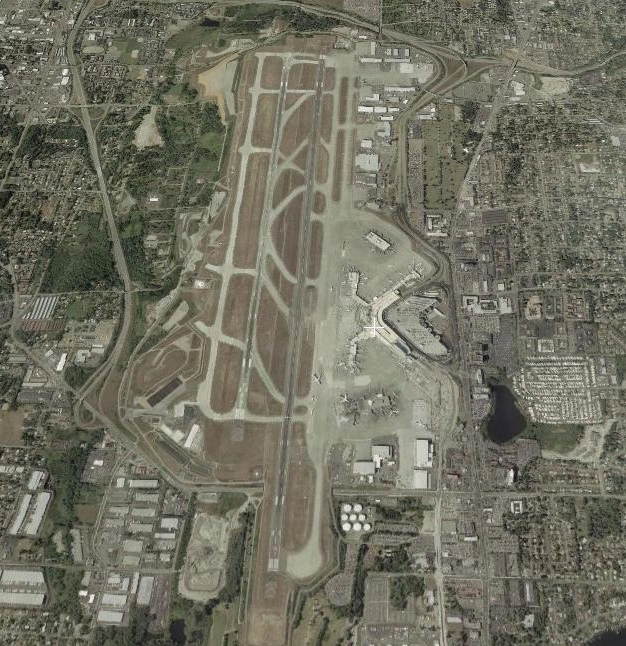
Vista de satélite do Aeroporto Internacional de Seattle-Tacoma

Graças à sua localização estratégica, próxima do Alasca, Havaí e da Ásia, Seattle tornou-se um grande pólo aeroportuário e portuário americano. Diversos voos partindo do Aeroporto Internacional de Seattle-Tacoma conectam o país com diversas cidades da Ásia, Havaí e do Alasca. A Alaska Airlines possui seu centro de operações no Aeroporto Internacional de Seattle. O porto de Seattle é um dos mais movimentados da costa oeste americana. Além disso, o estado administra a maior companhia de ferry do mundo, que conecta Seattle com cidades localizadas em ilhas do delta do rio Columbia.
Cerca de 20 companhias ferroviárias fornecem serviços de transporte de carga e passageiros no estado. A Amtrak fornece serviço de transporte de passageiros entre as principais cidades do estado.  Em 2003, o estado possuía 132 391 quilômetros de estradas e rodovias, dos quais 1 230 quilômetros eram considerados parte do sistema federal de rodovias interestaduais.
O primeiro jornal publicado em Washington foi o The Columbian, publicado pela primeira vez em Olympia, em 1852. Atualmente são publicados no estado cerca de 200 jornais, dos quais 28 são diários. São impressos em cerca de 175 periódicos. A primeira estação de rádio de Washington foi fundada em 1920, em Everett, e a primeira estação de televisão do estado foi fundada em 1948, em Seattle. Atualmente, Washington possui 188 estações de rádio - dos quais 73 são AM e 115 são FM - e 26 estações de televisão.

## Cultura

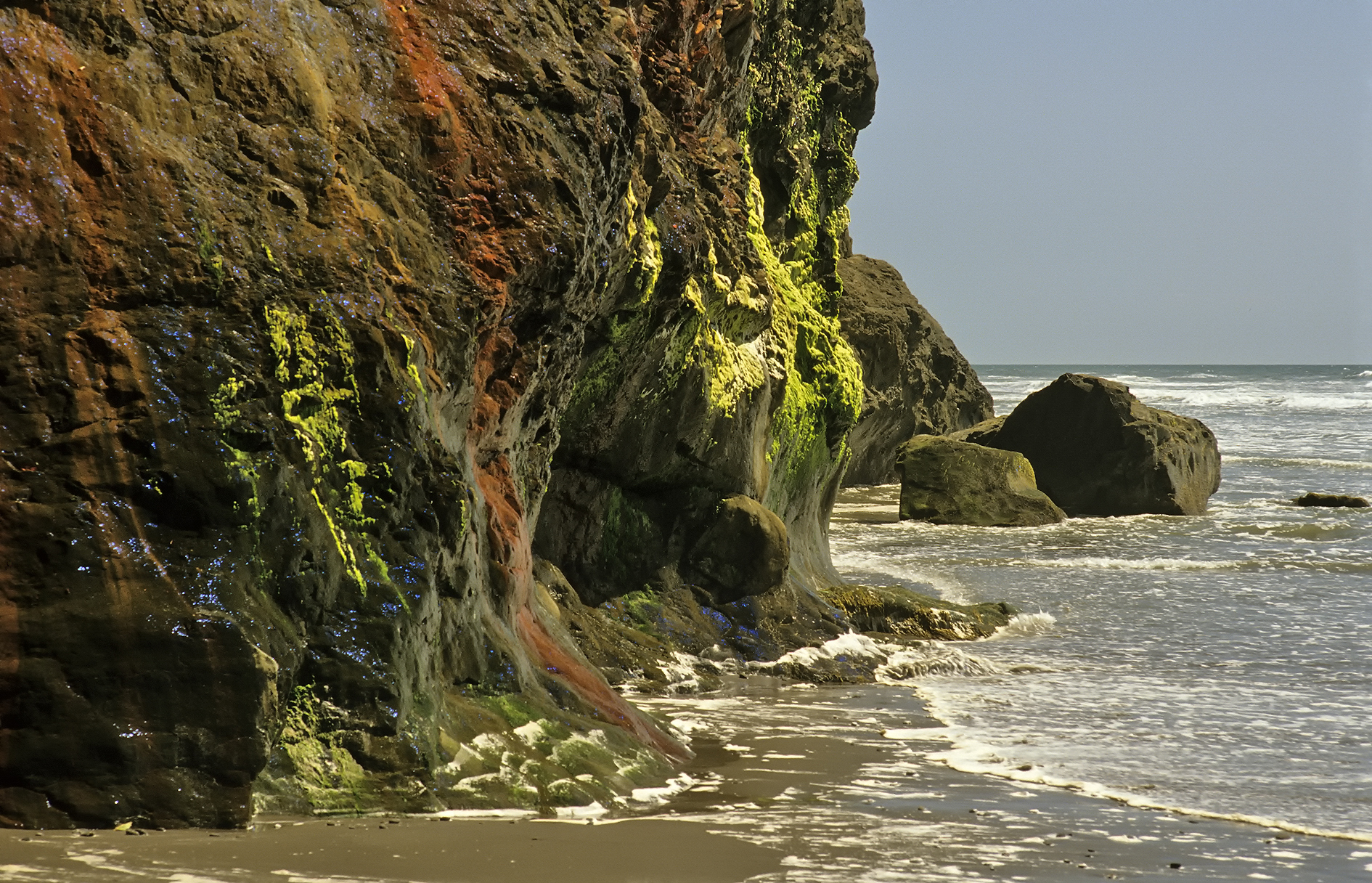
Falésia e fonte termal na Praia de Ruby, Parque Nacional Olympic, Washington

### Símbolos do estado
- Árvore: Tsuga, adotado em 1947
- Cognome: Evergreen State
- Dança: Quadrilha, adotado em 1979
- Flor: Rhododendron, adotado em 1892
- Fóssil: Mamute, adotado em 1998
- Fruta: Maçã, adotado em 1989
- Gema: Madeira petrificada, adotado em 1975
- Grama: Agropyron spicatum
- Inseto: Libélula, adotado em 1997
- Lema: Al-ki ou Alki (do jargão chinook: Em Breve)
- Mamífero: Orca
- Música: Washington, My Home (Washington, Minha Casa), adotado em 1959
- Música folclórica: Roll On, Columbia, Roll On, adotado em 1987
- Navio: Porta-container President Washington, adotado em 1983
- Pássaro: Carduelis tristis, adotado em 1951
- Peixe: Truta arco-íris, adotado em 1969
- Slogan: Experience Washington; The Evergreen State (Experiente Washington, o estado da Folha Persistente)

## Esportes

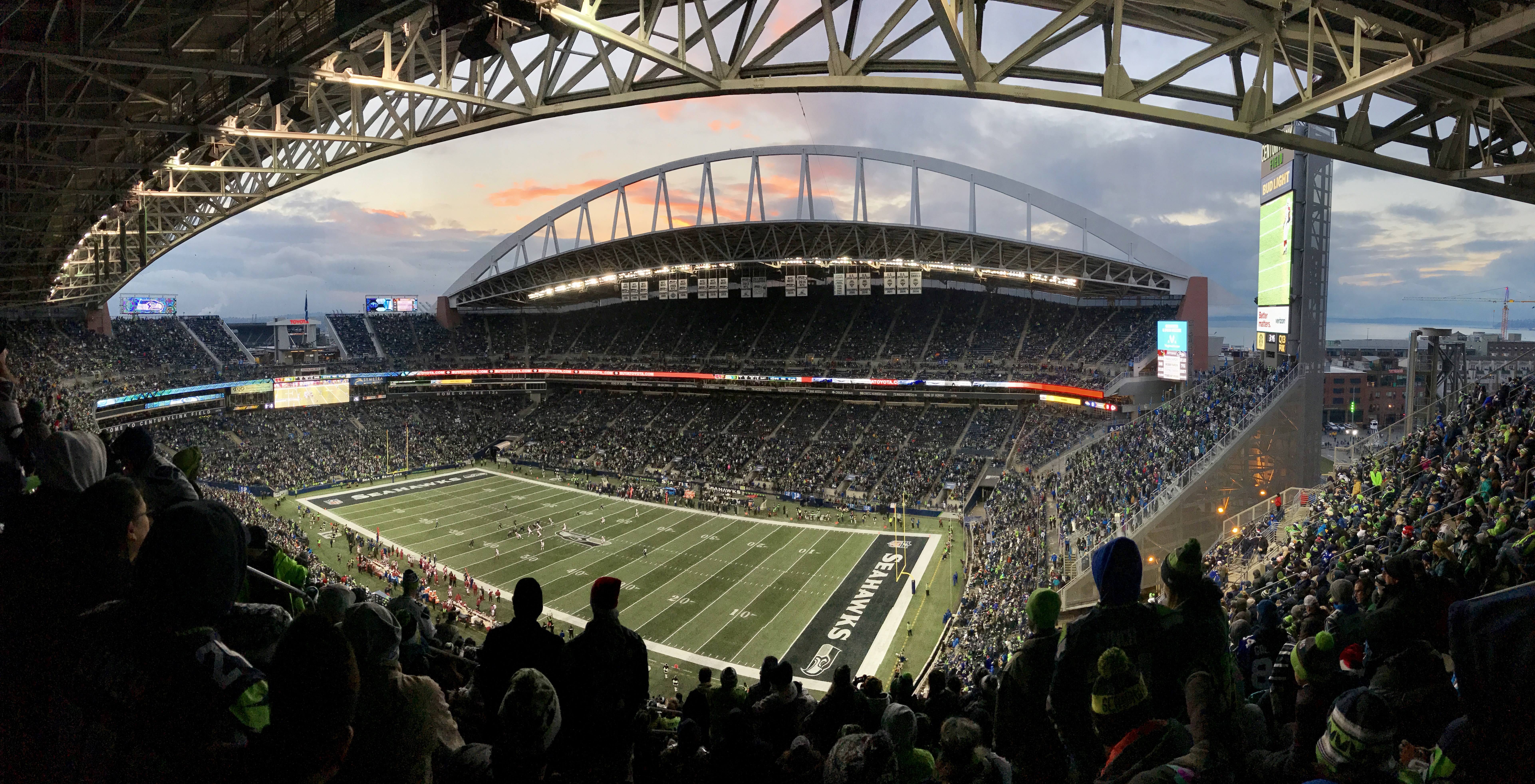
CenturyLink Field em Seattle, casa do Seattle Seahawks e do Seattle Sounders

Washington possui esquipes profissionais em duas das quatro grandes ligas profissionais dos Estados Unidos, no futebol americano o Seattle Seahawks da NFL, no beisebol o Seattle Mariners da MLB. além dessas também tem uma equipe de futebol o Seattle Sounders da MLS. Já teve uma equipe de basquetebol da NBA o Seattle SuperSonics entre 1967 e 2008 até se mudar para Oklahoma City e formar o atual Oklahoma City Thunder.
O Boeing Classic de golfe é etapa do estado na PGA Tour, no automobilismo o Pacific Raceways é o principal autódromo do estado.